# 名古屋章
名古屋 章（、1930年〈昭和5年〉12月8日 - 2003年〈平成15年〉6月24日）は、日本の俳優、声優、ナレーター。本名同じ。
東京府東京市麹町区九段出身（当時）。身長170cm、体重78kg。旧制九段中学校卒業。
NHK東京放送劇団、文学座、劇団雲を経て、1975年（昭和50年）以降はフリー。1950年代から半世紀にわたり、数多くの舞台、映画、ドラマ、ラジオに出演、ナレーターとしても活躍した。

## 来歴・人物
山梨県で生まれ、東京で育つ。幼少期、姓の「名古屋」が珍しいものであったことや、父の氏名が「名古屋 愉快」であったため、級友からからかわれていた。父は麹町区役所に勤め、書記などを務めていた。
1949年（昭和24年）に旧制中学を卒業すると、東京放送劇団（NHK）養成所に3期生として入所。同期には後に声優として活躍する勝田久、高橋和枝らがいた。
1952年（昭和27年）にはラジオドラマ『ぼたもち』に主演し、同年の芸術祭賞を獲得。このほか、ラジオドラマには『一丁目一番地』などに出演した。
1959年（昭和34年）に文学座へ入団。1963年（昭和38年）に劇団雲の創立に参加、1975年（昭和50年）の劇団雲の解散以後はフリーで活動し、地人会、こまつ座などの舞台にも出演した演劇人でもあった。1971年（昭和46年）には『釘』で第6回紀伊国屋演劇賞個人賞を、1983年（昭和58年）に『雨』で芸術祭演劇部門大賞を受賞している。
ラジオドラマ時代は美声を生かして二枚目を担当し、数多の女性ファンを獲得した。映画ではクセのある敵役や悪役を演じ、テレビドラマでは刑事役や大映テレビ制作の作品に常連出演するなど、名脇役ぶりで親しまれた。特撮では『帰ってきたウルトラマン（以下、帰マン）』のナレーターや、『ウルトラマンタロウ』の朝日奈勇太郎隊長役が代表作である。
1991年（平成3年）から2003年（平成15年）まで、藤村有弘（1982年死去）から引継ぐ形で『ひょっこりひょうたん島』の2代目ドン・ガバチョ役を務めた。
2003年（平成15年）6月24日午前8時35分、肺炎のため死去。72歳没。同年3月には脳腫瘍で手術を受けリハビリをしながらも、9月まで仕事のスケジュールが入っており、現役の俳優として迎えた死だった。亡くなる13日前に収録したNHK教育テレビの番組『ピタゴラスイッチ』の百科おじさん役が遺作となった。死去時の追悼番組として放送されたのは、ホテルの料理長を演じたテレビドラマ『HOTEL』である。2006年（平成18年）発売のDVD版『ウルトラマンタロウ』Vol.12の特典映像にも現存するインタビュー映像が追悼収録された。
生前の趣味は、鉄道模型、絵画、ゴルフだった。また、プロ野球の読売ジャイアンツファンであった。

## 後任
名古屋の死後、持ち役を引き継いだ人物は以下の通り。

### 俳優
- 田山涼成（1作のみ）、秋野大作（『終着駅シリーズ』: 坂本課長役）
- 平泉成（『CR暴れん坊将軍』：有馬彦右衛門役）

### 声優
- 栗田貫一（『ひょっこりひょうたん島』〈プレマップ版〉、『ざわざわ森のがんこちゃんスペシャルショー 「プリンプリンと大ぼうけん」』：ドン・ガバチョ役）
- 辻萬長（『トイ・ストーリーシリーズ』：Mr.ポテトヘッド役）
- 川久保潔（『ピタゴラスイッチ』：百科おじさん役〈2代目〉）
- 車だん吉（『ピタゴラスイッチ』：百科おじさん役〈3代目〉）
- 中村梅雀（『ピタゴラスイッチ』：百科おじさん役〈4代目〉）
- 辻親八（『シャーロック・ホームズの冒険』: ペインズ警部役〈フレディ・ジョーンズ〉）※DVD追加収録部分

## 出演

### テレビドラマ
- まりおねっと 玉藻前（1953年、NHK）[注釈 7]
- 三人のたび役者と代官様（1953年、NHK）
- シルエット 杜子春（1954年、NHK） - 語り手
- マルコと釘（1956年、NHK）
- 夢見る沼（1957年、NHK）
- お好み日曜座（NHK）
  - 閣下（1958年）
  - 華やかな夜景（1958年）
- テレビ劇場（NHK）
  - 夜の仲間（1959年）
  - 鈴が通る（1959年）
  - 紅衣の女（1959年）
  - 今昔隅田川（1959年）
  - 私は判らない（1960年）
  - 風と青春（1961年）
  - ともしび（1962年）
- 松本清張シリーズ・黒い断層第6・7話「恐喝者」（1960年、KR）
- ヤシカ ゴールデン劇場「脱走」（1960年、NTV）
- スリラー劇場 夜のプリズム 第101話 「欠員製造業」（1960年、NTV）
- 日立劇場（TBS）
  - 秀頼走路（1961年）
  - 山鳩（1961年）
- 藪の中（1961年、NTV）
- 天狗女房（1961年、NTV）
- 東芝土曜劇場 第114話「人狩り」（1961年、CX）
- NHK劇場（NHK）
  - おさの宿（1961年）※事実上の初主演作
  - 装いの町（1967年）
  - 夫と妻の対話（1969年）
- 指名手配 （NET）
  - 第76・77話「浮気」（1961年）
  - 第123・124話「足跡」（1962年）
- シャープ火曜劇場（CX）
  - 第5話「今ひとたびの」（1961年）
  - 第15話「雲ながるる果てに」（1961年） - 飛行長
  - 第46話「勝負師」（1962年）
  - 第55話「朝餉の歌」（1962年） - 富田次郎
- おんなの季節（1961年、CX）
- 文芸劇場（NHK）
  - 少年期（1962年）
  - 萩すすき（1962年）
  - 火山湖（1962年）
- おかあさん第2シリーズ（TBS）
  - 第193話「月のおばちゃま」（1963年）
  - 第231話「終りのない道」（1964年）
  - 第270話「もずがかれ木で」（1965年）
  - 第332話「お百度まいり」（1966年）
  - 第355話「母の切り抜き」（1966年）
- 男嫌い 第38話（1964年、日本テレビ）
- 四重奏（1964年、日本テレビ）
- シオノギテレビ劇場「山本富士子アワー・芳兵衛物語」（1964年、CX）
- 一千万人の劇場 志士流行い（1964年、CX）
- 大河ドラマ（NHK）
  - 太閤記（1965年）
  - 天と地と（1969年） - 柿崎弥三郎
  - 樅ノ木は残った（1970年） - 政右衛門
  - 国盗り物語（1973年） - 可児権蔵
  - 花神（1977年） - 三浦長兵衛
  - 炎立つ（1993年） - 藤原登任
  - 八代将軍吉宗（1995年） - 土屋政直
- 日産スター劇場（NTV）
  - 鍵を拝借（1965年）
  - 土曜日こんにちは（1965年）
  - 未亡人と四人の紳士（1965年）
  - 出口はどこだい!（1965年）
  - おゝ結婚よ!（1965年）
  - 奥様浮気をどうぞ（1967年）
  - おばさんは子供嫌い（1967年）
  - 立ち入り禁止・恋と恋（1969年）
- 怪盗ねずみ小僧（1965年、TBS）
- 東芝日曜劇場（TBS）
  - 「女と質屋」（1965年）
  - 「好きと嫌いはどれほどちがう」（1969年）
- ザ・ガードマン（大映テレビ室 / TBS）
  - 第29話「赤い罠」（1965年）
  - 第43話「顔の消えた男」（1966年）
  - 第78話「宝を抱いて地獄へ行け」（1966年） - 北刑事[注釈 8]
  - 第80話「罠には罠を」（1966年）
  - 第86話「悪者たちは死んだ」（1966年）[注釈 9]
  - 第87話「檻の中の女」（1966年）
  - 第90話「女は魔物」（1966年）
  - 第97話「大雪原の銃口」（1967年）
  - 第103話「真赤な裏切り」（1967年）
  - 第108話「ガードマン本部奇襲作戦」（1967年）
  - 第115話「死を占う少女」（1967年）
  - 第116話「勝利なき挑戦」（1967年）
  - 第132話「二億円の賭け」（1967年）
  - 第139話「偽ガードマン登場」（1967年）
  - 第143話「マッチ売りの少女は大晦日に死ぬ」（1967年）
  - 第155話「絶望の36時間」（1968年）
  - 第168話「白い手の恐怖」（1968年）
  - 第238話「女がライバルを殺す方法」（1969年）
  - 第281話「団地奥さんヌードの悲劇」（1970年）
  - 第288話「女子高校生スキャンダル殺人」（1970年）
  - 第294話「ハレンチ奥さんの完全犯罪」（1970年）[注釈 9]
  - 第301話「ヌードモデル高校生殺人事件」（1971年）
  - 第304話「ハレンチ夫婦の幽霊殺人」（1971年）
  - 第345話「まあ恥ずかしい! スターの告白」（1971年）
- 青春とはなんだ（1965年 - 1966年、NTV）
- ああ! 夫婦 第1シリーズ（TBS）
  - 第3話「統計的夫婦論」（1965年）
  - 第12話「あなた、それから?」（1966年）
- 黄色い風土（1965年 - 1966年、NET / 東映テレビプロダクション）
- 大岡政談 池田大助捕物帳 第49話（1966年、NHK）
- 男と女のいるかぎり オレのでない生命（1966年、NTV）
- テレビ指定席「都会の顔－ウィリアム・アイリッシュ「幻の女」より」（1966年、NHK）
- 停年退職（1966年、NHK）
- 怒濤日本史（MBS）
  - 第2話「大化改新」（1966年） - 蘇我倉山田石川麻呂
  - 第12話「江戸城總攻」（1966年） - 西郷吉之助
  - 第13話「将軍江戸を去る」（1966年） - 西郷吉之助
- ナショナル劇場 「戦国太平記 真田幸村」（1966年 - 1967年、TBS）
- 嫌い! 好き!!（1966年 - 1967年、NTV・東宝）
- これが青春だ（1966年 - 1967年、NTV・東宝）
- 泣いてたまるか（1967年、TBS） - 生物教師
- 剣（NTV、C.A.L.）
  - 第17話「珍説天保水滸伝」（1967年） - 富吉
  - 第38話「喧嘩安兵衛」（1968年） - 練三郎
- とぼけた奴ら（1967年 - 1968年、NET / 東映テレビプロダクション）
- でっかい青春（1968年 - 1969年、NTV）- 立石大五郎
- テレビ文学館（MBS）
  - 赤西蠣太（1968年） ※ 主演
  - ぢいさんばあさん（1968年）
  - 坊っちゃん（1968年） - 山嵐
- 仇討ち 第7話「うんぷてんぷ」（1968年、TBS・東京映画）
- 柔道一直線（1969年 - 1971年、TBS / 東映）- 鶴田先生
- 五人の野武士 第20話「夕姫をめぐる男たち」（1969年、NTV / 三船プロ）
- フジ三太郎 第27話「頑張れ 張り切れ ゴマするな!」（1969年、TBS / 国際放映）
- 無用ノ介 第4話「無用ノ介・将棋・無用ノ介」（1969年、NTV） - 矢吉
- 炎の青春（1969年、NTV・東宝）
- 銀河ドラマ 「速歩自源流」（1969年、NHK）
- 待ってますワ（1969年、TBS）
- 青空にとび出せ! 第26話「さよならピンキー!」（1969年、TBS / 国際放映）
- 鬼平犯科帳(松本幸四郎) 第1シリーズ 第50話「かまいたち」（1970年、NET / 東宝） - 天命堂
- 大坂城の女（1970年、KTV） - 服部半蔵
- 夫よ男よ強くなれ 第20話「私が探してみせるわ!!」（1970年、NET）
- 五番目の刑事 第24話「白い花びらブルース」（1970年、NET / 東映） - 貞吉
- ドラマ特集「いつかあなたのように」（1970年、NHK）
- 日本怪談劇場（12ch）
  - 第2話「牡丹灯籠 鬼火の巻」（1970年）
  - 第3話「牡丹灯籠 蛍火の巻」（1970年）
- ファミリー劇場 「乱れ雲」（1970年、NTV・東宝）
- おさな妻（1970年 - 1971年、12ch / C.A.L） - 吉沢和郎
- おれは男だ! 第11話「明日に向かってつっ走れ！」（1971年、日本テレビ・松竹）
- おにぎり母さん（1971年、CX）
- ウルトラシリーズ（TBS）
  - 帰ってきたウルトラマン（1971年 - 1972年） - ナレーター
  - ウルトラマンタロウ（1973年 - 1974年） - 朝日奈勇太郎隊長 / 第51話からのナレーター
- ブラザー劇場（TBS）
  - 刑事くん（1971年 - 1976年） - 時村重蔵
  - それ行け!カッチン（1975年 - 1976年） - 谷川準司
  - パパは独身（1976年 - 1977年、TBS） -　松田大作
- 美人はいかが?（1971年 - 1972年、TBS）
- からすなぜ泣くの　(1971年、NHK) - ナレーター
- ママはライバル（1972年、TBS） - 渋沢学園長
- シークレット部隊 第26話「住宅ローン殺人事件」（1972年、TBS・大映テレビ）
- 飛び出せ!青春（1972年 - 1973年、NTV） - 名和半次郎（ラーメン屋店主）
- アイちゃんが行く!　第18話「鳥羽のめぐり会い」（1972年、CX） - 三田村光夫
- 恐怖劇場アンバランス 第2話「死を予告する女」（1973年、CX / 円谷プロ） - 西田
- どっこい大作 第3話「成せば成る?!」（1973年、NET） - 大垣
- 非情のライセンス（NET / 東映）
  - 第1シリーズ 第1話「兇悪の門」（1973年） - 看守部長
  - 第2シリーズ 第19話「兇悪の十字架」（1975年） - 保護司・中村
- ポーラテレビ小説（TBS）
  - 「薩摩おごじょ」（1973年） - 桐野利秋
  - 「からっ風と涙」（1979年） - 間庭善七
- 子連れ狼（ユニオン映画 / NTV）
  - 第1部 第4話「一石橋」（1973年） - 加賀見織部
  - 第1部 第10話「六道無辺」（1973年） - 岩根小角
  - 第2部 第7話「狼来たりなば」（1974年） - 大庄屋清兵衛
- 火曜日の女シリーズ「ガラス細工の家」（1973年、NTV / ユニオン映画）
- われら青春!（1974年、NTV） - 名和半次郎
- わが子は他人 第24話「希望」 （1974年、TBS） - 公安官
- 夜明けの刑事 第1話「女の悲鳴」（1974年、大映テレビ / TBS） - 白井弁護士
- 水もれ甲介（1974年 - 1975年、NTV） - 酒井忠助
- 破れ傘刀舟 悪人狩り 第8話「三途の川の子守唄」（1974年、NET） - 西海屋惣右衛門
- 銀河テレビ小説（NHK）
  - 江分利満氏の優雅な生活（1975年） - 柳原
  - となりの芝生（1976年） - 殿村
  - 下町探偵局（1984年） - 北尾
- あんたがたどこさ 第2シリーズ（1975年、TBS）
- 前略おふくろ様（1975年、NTV） - 中川
- 俺たちの旅（1975年 - 1976年、NTV） - 坂田大五郎
- わが美わしの友（1975年11月15日、NHK） - 佐古田豪
- 夫婦旅日記 さらば浪人 第4話「恋しのぶ宿」（1976年、CX） - 小室青岳
- 俺たちの朝（1976年 - 1977年、NTV） - ジーンズショップの大家
- 赤い衝撃（1976年 - 1977年、TBS） - 水谷警部
- おおヒバリ!（1977年 - 1978年、TBS） - 田貫仁三郎
- コメットさん（第2期・TBS）
  - 第25話「エジプト-日本 愛の絆」（1978年）
  - 第67話「ある晴れた日パパ帰る」（1979年）
- 気まぐれ本格派 28話「居候、三杯目には?」（1978年、NTV）- たけ（清水一寛の船乗り仲間）
- ゆうひが丘の総理大臣（1978年 - 1979年、NTV） - 大坂先生
- 破れ新九郎 第6話「地獄の白州は快刀乱麻!」（1978年、ANB） - 加屋正太郎
- 土曜ワイド劇場（ANB）
  - 松本清張の聞かなかった場所（1979年）
  - 35年目の亡霊 学童疎開殺人事件（1980年） - 深尾静男
  - 松本清張の死んだ馬 殺人設計図（1981年） - 所轄刑事
  - 処刑教師（1984年9月29日） - 横田教頭
  - 結婚って何さ殺人事件（1986年）
  - 眠りの森の美女殺人事件（1993年） - 高倉捜査本部長
  - 西村京太郎トラベルミステリー 特急おおぞら殺人事件（1994年） - 高木刑事
  - 終着駅シリーズ（1996年 - 2004年） - 坂本刑事課長
  - 法医 歯科学の女2（1997年） - 日高政男
  - おばはん刑事!流石姫子4 襲われた婚約者（2000年） - 遠山正
  - 変装婦警の事件簿3（2002年） - 青山登志男
- ポーラテレビ小説「からっ風と涙」（1979年、TBS） - 間庭善七
- 太陽にほえろ! 第361話「殺人鬼」（1979年、NTV） - 長沼源三
- 桃太郎侍（1979年、NTV / 東映）
  - 第145話「鯛より旨い鰯の人情」- 長谷川小兵衛
- 鉄道公安官 第19話「大混戦・ニセ公安官現れる」（1979年、ANB） - 旭町署刑事
- あさひが丘の大統領（1979年 - 1980年、NTV） - 横井兵衛
- 熱中時代 教師編第2シリーズ 第28話「熱中先生と三千万円の宝くじ」（1981年、ユニオン映画 / NTV） - 高梨
- 思えば遠くへ来たもんだ（1981年、木下プロダクション / TBS） - 本間得治
- 秘密のデカちゃん（1981年、大映テレビ / TBS） - 旭日奈大造
- 秋なのにバラ色（1981年、松竹芸能 / MBS） - 岡部達也
- 火曜サスペンス劇場（NTV）
  - 松本清張の脊梁（1982年10月12日、松竹）
  - 妻の生き甲斐（1986年2月25日）
  - 松本清張スペシャル・夜光の階段（1986年4月1日、松竹） - 桜田事務官
  - 女弁護士・高林鮎子 4 信州飯田線・殺意の天竜峡（1988年8月30日、東映）
  - 松本清張作家活動40周年記念・けものみち（1991年12月24日、総合プロデュース） - 秦野繁武
  - 女弁護士・高林鮎子14 浜名湖汽水域（1994年3月1日、東映）
  - 浅見光彦ミステリー8 琵琶湖周航殺人歌（1990年7月3日、近代映画協会） - 横沢刑事
  - 地方記者・立花陽介7 但馬城崎通信局（1996年3月19日、オセロット） - 高田俊介
  - 地方記者・立花陽介19 箱根小田原通信局（2002年9月24日、オセロット） - 刑事・五代敏男
- だんなさまは18歳（1982年、大映テレビ / TBS） - 大川修造
- はらぺこ同志（1982年、TBS）
- 婦警さんは魔女（1983年、大映テレビ / TBS） - 辰巳勇造
- 高校聖夫婦（1983年、大映テレビ / TBS） - 上条隼雄
- さらば女ともだち （1983年 ANB） - 真田
- ザ・サスペンス 処女が見た（1984年4月14日、大映テレビ / TBS） - 行徳竜三
- 不良少女とよばれて（1984年、大映テレビ / TBS） - 丹波園長
- スクール☆ウォーズ（1984年 - 1985年、大映テレビ / TBS） - 岩佐邦靖校長
- ドラマ人間模様「國語元年」（1985年、NHK） - 築館弥平
- 乳姉妹（1985年、大映テレビ / TBS） - 若山牧師
- 裸の大将 第16話「キヨシのおむすび縁むすび」（1985年、KTV / 東阪企画） - 旅籠の主人
- 花嫁衣裳は誰が着る（1986年、大映テレビ / CX） - 相良源造
- このこ誰の子?（1986年 - 1987年、大映テレビ / CX） -織田和夫
- 夏樹静子サスペンス「二度とできない」（1986年、KTV / 東海映画社）
- 江戸を斬るVII 第4話「偽りの自首」（1987年、TBS / C.A.L） - 留造
- 今朝の秋（1987年10月24日、NHK） - 前崎医師 役
- ザ・スクールコップ（1988年、大映テレビ / CX）
- キツイ奴ら （1989年、TBS）
- 名奉行 遠山の金さん 第2シリーズ（1989年、東映 / ANB） - 蒲生武太夫
- 子連れ狼 冥府魔道の刺客人 母恋し大五郎絶唱!（1989年、ANB / 東映） - ナレーター
- 結婚まで（1990年、NHK)  - 朝川隆介
- HOTEL（1991年 - 1997年、TBS） - 中島五郎
- 八百八町夢日記 第2シリーズ（1991年 - 1992年、NTV / ユニオン映画） - 五郎八
- 戦国最後の勝利者!徳川家康（1992年、東映 / ANB） - ナレーター
- 怪談 KWAIDAN 「耳なし芳一」（1992年、CX） - 和尚
- 夏の嵐!（1992年） - 中野源吉
- 腕におぼえあり2（1992年、NHK） - 井上菊之進
- 怪談 KWAIDAN II 「ろくろ首」（1993年、CX） - 木樵
- 金曜エンタテイメント
  - 収容所（ラーゲリ）から来た遺書（1993年8月13日、フジテレビ）
- 鶴姫伝奇 -興亡瀬戸内水軍-（1993年、NTV） - 髭親父万蔵
- 旗本退屈男（1994年、東映 / ANB） - 	紀伊国屋文左衛門
- 江戸の用心棒II（1995年 - 1996年、NTV / ユニオン映画） - 生駒屋幸兵衛
- 月曜ドラマスペシャル（TBS）
  - 十津川警部シリーズ 伊豆海岸殺人ルート（1995年）安藤看守
  - 浅見光彦シリーズ6 小樽殺人事件（1996年）
  - 金田一耕助の傑作推理 女王蜂
  - 金田一耕助の傑作推理 獄門島（1997年） - 了然和尚
- 暴れん坊将軍IX 第16話 - 最終回スペシャル（1999年 - 2003年、ANB） - 有馬彦右衛門 ※病気で途中降板した高島忠夫の後任。
- 芸術劇場（スタジオ演劇）「恋愛小説のように」（1997年、NHK)
- 家政婦は見た!（1997年） - 木曽仲三
- 新幹線97恋物語　(1997年、TBS) - 車掌長の父
- 炎の奉行 大岡越前守（1997年、TX） - 小川千舟
- 影武者徳川家康（1998年、ANB / 東映)  - 本多正信
- 女と愛とミステリー修善寺温泉殺人事件（2002年、TX） - 川村茂雄

### 配信ドラマ
- 1+1（2002年、Web配信ドラマ）
- Break Out!（2004年、Toshiba Web Street） - 敏腕マネージャー（出演は写真・声のみ）※2005年に映画上映

### 映画
- ノンちゃん雲に乗る（1955年、新東宝）
- 松川事件（1961年、松川事件劇映画製作委員会）
- 放浪記（1962年、東宝） - 刑事
- 秋津温泉（1962年、松竹） - 島村
- 天国と地獄（1963年、東宝） - 山本刑事
- 下町の太陽（1963年、松竹）
- 男の紋章シリーズ
  - 男の紋章（1963年、日活）
  - 続・男の紋章（1963年、日活）
- 太陽は呼んでいる（1963年、東宝）
- 鉄火場破り (1964年、日活)
- 男嫌い (1964年、東宝)
- 夕陽の丘（1964年、日活） - 串田
- われ一粒の麦なれど（1964年、東宝）
- 甘い汗（1964年、東宝） - 梅子の弟・治郎
- 拳銃野郎（1965年、日活） - 洋次
- 血と砂（1965年、東宝） - 根津憲兵曹長
- 泣かせるぜ（1965年、日活） - 兵頭四郎
- クレージーの怪盗ジバコ（1967年、東宝） - ナレーター
- 喜劇 駅前百年（1967年、東宝） - 平井営業部長
- 関東も広うござんす (1968年、日活)
- 日本一の裏切り男（1968年、東宝） - 田熊
- ザ・テンプターズ 涙のあとに微笑みを（1969年、東宝） - 杉本実
- 夜の歌謡シリーズ おんな（1969年、東映） - 杉江正敏
- 初めての旅（1971年、東宝） - 銭湯の男
- 喜劇 女は男のふるさとヨ（1971年、松竹） - 星子の兄
- 昭和ひとけた社長対ふたけた社員 月月火水木金金（1971年、東宝） - 高橋
- 紙芝居昭和史 黄金バットがやって来る（1972年、東宝） - 税務署員
- ポルノの帝王 失神トルコ風呂（1972年、東映） - 白木
- 人間革命（1973年、東宝）
- 日本沈没（1973年、東宝） - D1公安係[12]
- グアム島珍道中（1973年、東宝） - 塩野
- 神田川（1974年、東宝） - 古本屋の親爺
- 喜劇 だましの仁義（1974年、東宝） - 赤沢部長
- 三婆（1974年、東宝） - 三上
- 青葉繁れる（1974年、東宝） - 稔の父
- あいつと私（1976年、東宝） - 高野教授
- 続・人間革命（1976年、東宝）
- 春琴抄（1976年、東宝） - 善助
- ミスター・ミセス・ミス・ロンリー（1980年、ATG） - 花森咲夫
- 駅 STATION（1981年、東宝） - 高田
- 道頓堀川（1982年、松竹）
- 疑惑（1982年、松竹） - 岩崎専務
- この子の七つのお祝いに（1982年、松竹・角川春樹事務所） - 古屋源七
- 夏服のイヴ（1984年、東宝）
- 麻雀放浪記（1984年、角川春樹事務所・東映）
- テラ戦士ΨBOY（1985年、東映） - 財界の男
- 子象物語 地上に降りた天使（1986年、東宝）
- 青春かけおち篇（1987年、松竹）
- いとしのエリー（1987年、東宝） - 北村満寿男
- 快盗ルビイ（1988年、東宝）
- 釣りバカ日誌（1988年、松竹）
- 豪姫（1992年、松竹） - 鳥居
- 新・居酒屋ゆうれい（1996年）
- マルタイの女（1997年、東宝） - 波多野管理官
- 極道の妻たち 決着（1998年、東映）
- ラブ・レター（1998年、松竹）
- 極道の妻たち 赤い殺意（1999年、東映ビデオ）
- 真夜中まで（2001年、東北新社）
- 世界の終わりという名の雑貨店（2001年、松竹）
- Break Out!（2005年、KAERUCAFE） - 霧島譲（写真・声）※遺作

### 舞台
- アントニーとクレオパトラ（1968年、劇団雲）
- 『榎本武揚』（1967年、劇団雲） - 殺し
- きらめく星座（1985年・1987年、こまつ座）
- 雨（1987年、こまつ座）
- 父の詫び状（1993年・1995年）
- 恋風〜昭和ブキウギ物語（1993年・1996年、東宝）
- 真夏の夜の夢
- 黄金の国
- 憎いあんちくしょう（2002年） - 長兵衛（おろくの父親）

### 吹き替え

#### 洋画・海外ドラマ
- 西部二人組（1972年 - 1973年、NHK、オープニングナレーション）
- ロックフォードの事件メモ（1975年 - 1980年、テレビ朝日、ジェームズ・ガーナー）
- 西部無法伝（ジェームズ・ガーナー）
- おかしなおかしな大泥棒（ウォーレン・オーツ）※テレビ朝日版
- ブリンクス（ピーター・フォーク）※テレビ朝日版
- あきれたあきれた大作戦（アラン・アーキン）
- ふたりの天使（アラン・アーキン）
- ネオン輝く日々（ギグ・ヤング）
- ドライビング Miss デイジー（モーガン・フリーマン）
- シャーロック・ホームズの冒険（ペインズ警部）
- 偉大なるアンバーソン家の人々（ジョージ〈ティム・ホールト〉） ※NHK版
- タイムトンネル
  - 「秘密兵器A-13」（ビラキ〈ネヘミア・パーソフ〉）
- ルート66
  - 「汚れた手」（リー・マービン）
- 未亡人（記者〈アルベルト・リオネッロ〉）
- 天山回廊/ザ・シルクロード（アネッタの父）
- ミステリーゾーン シーズン2 第1話「キング・ナイン号帰還せず」（ジェームス・エイブリー）

#### 海外アニメ
- ラムヂーちゃん（オオカミ）
- トイ・ストーリーシリーズ（Mr.ポテトヘッド〈初代〉）
  - トイ・ストーリー
  - トイ・ストーリー2

### テレビアニメ
- ジャングル大帝 （1965年） - パンジャ
- まんが世界昔ばなし（1976年）※宮城まり子と二人で全配役を演じた
- 小松左京アニメ劇場（1989年）
- ちっちゃな雪使いシュガー （2001年） - ナレーター

### 劇場アニメ
- 千夜一夜物語（1969年）
- 空飛ぶゆうれい船（1969年） - 嵐山[13]
- もののけ姫（1997年） - 牛飼い[14]

### OVA
- いしいひさいちのナンダカンダ劇場1 これが噂の地底人 とにかく上が悪いんや!!（1989年）

### 人形劇
- 真田十勇士（1975年 - 1977年、NHK）- 真田昌幸、霧隠才蔵、筧十蔵
- ひょっこりひょうたん島（1991年 - 2003年、NHK） - ドン・ガバチョ〈2代目〉

### CD
- 名古屋章+石立鉄男 FEATURING DJ takawo「1+1」- カエルカフェ製作。2人のドラマでの声をサンプリングしたCD
- 寺山修司ラジオ・ドラマCD「鳥籠になった男」「大礼服」-「鳥籠になった男」（CBC、1965年11月放送）で「探偵7」を演じている。

### CM
- ヤクルトホーム（1972年）
- 松下電器産業 電子レンジ エレック（ヒメマス篇、1978年） - ナレーション[15]
- 中外製薬・ローゼリー内服液（1979年）
- ハウス食品・カレーの日（1980年） - ナレーション
- アロエ製薬・間宮アロエ軟膏
- 三菱自動車・ミニカ（1987年）
- 日本マクドナルド（2000年） - Mr.ポテトヘッド

### ラジオドラマ
- 海によせるバラード（1959年、ニッポン放送） - 夜[16]
- 雲の絵本（1960年、ニッポン放送） - 風2[17]

### その他
- 朝の歳時記（中部日本放送）
- しあわせ見つけた（TBSラジオ）
- ディズニー・オン・アイス - Mr.ポテトヘッド
- トイ・ストーリー・ファン・パーティ（東京ディズニーランド） - Mr.ポテトヘッド
- オールナイトフジ（フジテレビ）
- ウッチャンナンチャンの誰かがやらねば!（フジテレビ）
- ウッチャンナンチャンのやるならやらねば!（フジテレビ）
- 晴れるヤ夢街道!浪花雪之丞一座（1997年 - 2003年3月、よみうりテレビ） - 浪花雪之丞（座長）
- ピタゴラスイッチ（2002年4月 - 2003年7月、NHK教育テレビ） - 百科おじさん〈初代〉
- 日露戦争と乃木将軍 - ナレーター